# Красный террор (Венгрия)
Красный террор (венг. vörösterror) — термин, использующийся историками для обозначения различных актов насилия, совершённых в течение четырёх месяцев существования Венгерской советской республики, организованных группировками Венгерской коммунистической партии. Основной целью этих действий было подавление антикоммунистических сил и преследование тех, кто считался «врагами государства».
Новое правительство приняло большевистский метод: партия организовала свои революционные террористические группировки, такие как «Ленинские мальчики», с целью «преодоления препятствий» рабочего восстания. Название было заимствовано в честь Красного террора в Советской России во время Гражданской войны. По различным оценкам, в ходе террора было убито до 590 человек.

## История
По словам Робина Оки, коммунистическая партия и её политика пользовались значительной поддержкой среди пролетарских масс крупных промышленных центров, особенно в Будапеште, где рабочий класс составлял значительную часть населения. В венгерской глубинке, согласно Джону Лукачу, власть правительства часто была практически отсутствующей, что способствовало возникновению антикоммунистических восстаний.

### Предыстория
В марте 1919 года Коммунистическая партия Венгрии, в союзе с Социал-демократической партией Венгрии, пришла к власти после того, как президент Михай Каройи ушёл в отставку и провозгласил Венгерскую Советскую Республику. Через два месяца после захвата власти правительство попыталось вернуть Венгрию к её довоенным границам, начав с захвата части современной Словакии и затем пытаясь вернуть Трансильванию у Румынии. Неудачные попытки восстановления территории, а также общая неэффективность правительства в условиях войны снизили поддержку Коммунистической партии. 24 июня Социал-демократическая партия предприняла попытку переворота, чтобы взять контроль над правительством. Попытка не удалась, и в ответ на неё последовали аресты и грабежи, направленные против социал-демократов.
Тибор Самуэли написал в газете «Vörös Újság» («Красные новости»): «Повсюду контрреволюционеры носятся и кичатся; бейте их! Ломайте им головы, где бы вы их ни встретили! Если контрреволюционеры одержат верх хотя бы на один час, не будет пощады ни одному пролетарию. Пока они не задушат революцию, задушите их в их собственной крови!». С их поддержкой Йожеф Черни организовал группу из около 200 человек, известных как «Ленинские мальчики», целью которых было выявление «контрреволюционной» деятельности в венгерской глубинке. Подобные группы действовали также в Будапеште.
В Будапеште были установлены контрольно-пропускные пункты, а мирных жителей регулярно арестовывали и увозили для пыток, включая использование горящих сигар, водных процедур и гвоздей. В апреле Самуэли отдал приказ взять заложников в Мако. Среди них были бывший председатель Палаты представителей Лайош Навай, его племянник Иван Навай и мэр Маки. Заложников отправили поездом в Будапешт, но по пути Навай, Иван и мэр были вынуждены копать собственные могилы вдоль насыпи и были расстреляны до того, как успели закончить. Используя бронепоезд для передвижения по стране, коммунисты регулярно захватывали заложников в случайных деревнях и расстреливали их перед наступлением румынских или чешских войск, а также если они считали деревню антикоммунистической. Помимо массовых казней и арестов за «преступления против революции», коммунисты использовали Красный террор как предлог для реквизиции зерна у крестьян.
Революционные трибуналы казнили от 370 до 587 человек, находившихся под стражей; по другим данным, число казнённых составило 590 человек.

## Крушение Венгерской советской республики
Венгерская Советская Республика прекратила существование в первую неделю августа 1919 года, когда румынские войска вошли в Будапешт. Бела Кун бежал в СССР, Самуэли — в Австрию, но покончил с собой, будучи захваченным австрийскими властями. Йожеф Черни был арестован и предстал перед судом в ноябре 1919 года; Венгерская коллегия адвокатов отказалась представлять его интересы, и адвокат был назначен судом. В декабре его казнили вместе с 13 другими членами «Ленинских мальчиков».
После падения Венгерской Советской Республики Красный террор был встречен волной контррепрессий, когда руководство Коммунистической партии бежало. Эти нападения на левых, оставшихся революционеров и евреев вошли в историю как «Белый террор». По мнению историка Эндрю С. Яноса, «этот террор был более жестоким, чем случайное насилие, практиковавшееся Красной гвардией, и, в отличие от последней, часто становился инструментом для урегулирования личных конфликтов и даже для личной выгоды».

## Память
В Будапеште в ноябре 2019 года был установлен памятник жертвам Красного террора. Это реконструкция памятника, воздвигнутого в 1934 году в период правления Миклоша Хорти.